# Sân bay quốc tế Kalamata
Sân bay quốc tế Kalamata (tiếng Hy Lạp: Κρατικός Αερολιμένας Καλαμάτας) (IATA: KLX, ICAO: LGKL) là một sân bay ở thành phố Kalamata, Hy Lạp. Sân bay này chủ yếu phục vụ các chuyến bay thuê bào vào các tháng mùa Hè. Mỗi tuần một lần có một chuyến bay theo lịch trình từ/đi Thessaloniki, thành phố lớn thứ 2 Hy Lạp.
Sân bay này nằm giữa Kalamata vàd Messene trên tuyến GR-82 (Pylos - Kalamata - Sparta) và phía tây của tuyến đường ray trên đồng bằng Pamisos plain.

## Lịch sử
- 1959 - Khai trương sân bay quốc tế Kalamata
- 1986 - Các chuyến bay thuê bao bắt đầu hoạt động ở đây
- 1991 - Xây dựng tòa nhà ga mới
- 1991 - Chuyển qua cho Hellenic Civil Aviation vận hành

## Các hãng hàng không và các tuyến điểm
- Olympic Airlines (Athens,Thessaloniki)
- Sky Express (Heraklion)
- Thomas Cook Airlines (London-Gatwick, Manchester) [theo mùa]
- XL Airways (London-Gatwick, Manchester) [theo mùa]